# Aleja Józefa Becka w Warszawie
Aleja Józefa Becka – ulica w warszawskiej dzielnicy Mokotów, biegnąca od mostu Siekierkowskiego do ul. Czerniakowskiej.

## Opis
Aleja Becka wchodzi w skład drogowej obwodnicy miejskiej i ma klasę drogi głównej ruchu przyspieszonego. Stanowi lewobrzeżną część Trasy Siekierkowskiej. Od 1 stycznia 2014 roku do 20 grudnia 2021 r. stanowiła również część drogi krajowej nr 2 i trasy europejskiej E30, które następnie zostały poprowadzone w całości południową obwodnicą Warszawy.
Nazwa alei została nadana w sierpniu 2009.
Ulica przecina biegi Kanału Czerniakowskiego i Kanału Siekierkowskiego.